# ГЕС Донгба
ГЕС Донгба (洞巴水电站) — гідроелектростанція на півдні Китаю у провінції Гуансі. Використовує ресурс із річки Xiyang, правого витоку Bo'ai, котра в свою чергу є правою твірною Юйцзян. Остання ж є лівим витоком річки Юцзян, яка впадає праворуч до основної течії річкової системи Сіцзян (завершується в затоці Південно-Китайського моря між Гуанчжоу та Гонконгом) на межі ділянок Qian та Xun.
В межах проекту річку перекрили кам'яно-накидною греблею із бетонним облицюванням висотою 105 метрів, довжиною 465 метрів та шириною від 7 (по гребеню) до 321 (по основі) метрів. Вона утримує водосховище з об'ємом 297 млн м3 (корисний об'єм 202 млн м3) та припустимим коливанням рівня поверхні у операційному режимі між позначками 415 та 448 метрів НРМ (під час повені рівень може зростати до 450 метрів НРМ, а об'єм — до 322 млн м3).
Пригреблевий машинний зал обладнали трьома турбінами типу Френсіс потужністю по 24 МВт, які забезпечують виробництво 310 млн кВт-год електроенергії на рік.
Видача продукції відбувається по ЛЕП, розрахованій на роботу під напругою 110 кВ.